# Sorgblomfluga
Sorgblomfluga (Chrysogaster solstitialis) även är en art i insektsordningen tvåvingar som tillhör familjen blomflugor. Den blir 8-9 millimeter lång.

## Utbredning
Sorgblomflugan förekommer i södra halvan av Skandinavien. Den finns också i större delen av övriga Europa och i Kaukasus och Marocko.
Den lever på fuktiga och blöta platser eller i deras närhet. 